# Parsifal (film, 1909)
 (juillet 2025).
Pour les articles homonymes, voir Parsifal (homonymie).
Ne doit pas être confondu avec Parsifal (film, 1912).
Pour plus de détails, voir Fiche technique et Distribution.
Parsifal est un film italien réalisé par Mario Caserini, sorti en 1909.
Ce film muet en noir et blanc met en scène Perceval, héros de la légende arthurienne.

## Fiche technique
- Titre original : Parsifal
- Réalisation : Mario Caserini
- Société de production : Società Italiana Cines
- Pays d'origine :  Royaume d'Italie
- Langue : italien
- Format : Noir et blanc – 1,33:1 – 35 mm – Muet
- Genre : film d'aventure
- Année : 1909
- Dates de sortie :
  -  Royaume d'Italie : 1909
  -  Colombie : 27 décembre 1909 (Barranquilla)

## Distribution
- Alberto Capozzi : Perceval (Parsifal)